# Скуби-Ду и Школа вампиров
«Скуби-Ду и Школа вампиров» (англ. Scooby-Doo and the Ghoul School) — полнометражный рисованный мультипликационный кроссовер 1988 года.

## Сюжет
Шэгги, Скуби-Ду и Скрэппи-Ду приезжают в школу мисс Гринвуд для девочек в качестве учителей физкультуры. Их встречают кроме мисс Гринвуд огнедышащий дракончик Метчис и летающая рука. Оказалось, что ученицы школы — дочери известных монстров: Сибелла — дочь Дракулы, Эльза Франкенштейн — дочь Франкенштейна, оборотень Винни — дочь Вервольфа, привидение Фантазма — дочь Призрака и мумия Тэннис — дочь Мумии. Шэгги, Скуби и Скрэппи проводят тренировки и помогают девочкам выиграть в волейбол у кадетов школы Кэллоуэй. Вечером — вечеринка на Хэллоуин и в школу наведываются отцы учениц.
На следующий день ведьма-паутина Реолта с помощью подручного Гада Ползучего похищает девочек и хочет их заколдовать и навеки подчинить. Шэгги, Скуби, Скрэппи и Метчис отправляются на их спасение. Кадеты Кэллоуэй помогают им спастись. Вечером все веселятся, затем прибывают новые ученицы, но наше трио уже успевает сбежать.

## Роли озвучивали
- Дон Мессик — Скуби-Ду • Скрэппи-Ду
- Андрэ Стойка — Мрачный Крипер[англ.] • мумия Папаша